# Marion Reneau
Marion Elizabeth Reneau-Perez, född 20 juni 1977 i Tulare, CA, är en amerikansk MMA-utövare som sedan 2015 tävlar i organisationen Ultimate Fighting Championship.